# Ljunkjubej
Il Ljunkjubej (in russo Люнкюбей o Люнкюбэй?) è un fiume della Russia siberiana orientale, affluente di destra della Lena. Scorre nel Kobjajskij ulus della Sacha (Jacuzia).

## Descrizione
Il fiume ha origine dalla cresta dei monti Sorkinskij, scorre poi a nord dei monti Čočumskij (Чочумский хребет) e scende in direzione sud-ovest fino a incontrare la Lena a 1 139 km dalla sua foce. La lunghezza del Ljunkjubej è di 114 km, l'area del suo bacino è di 1 770 km².